# Joanne Ritchie
Joanne Ritchie (Kelowna, ...) è un'ex triatleta canadese.

## Carriera
Ha vinto i campionati del mondo di triathlon nel 1991 a Gold Coast in Australia.

## Titoli
- Campionessa del mondo di triathlon (Élite) - 1991
- Coppa del mondo di triathlon – 1993
- Campionessa canadese di triathlon (Élite) - 1991, 1992
- Prima triathleta inserita nella Hall of Fame del Triathlon Canadese - 2000
- Inserita nella Hall of Fame dello Sport in British Columbia - 2001